# Dalbergia greveana
Dalbergia greveana är en ärtväxtart som beskrevs av Henri Ernest Baillon. Dalbergia greveana ingår i släktet Dalbergia, och familjen ärtväxter. IUCN kategoriserar arten globalt som nära hotad. Inga underarter finns listade i Catalogue of Life.